# M. F. Rachals

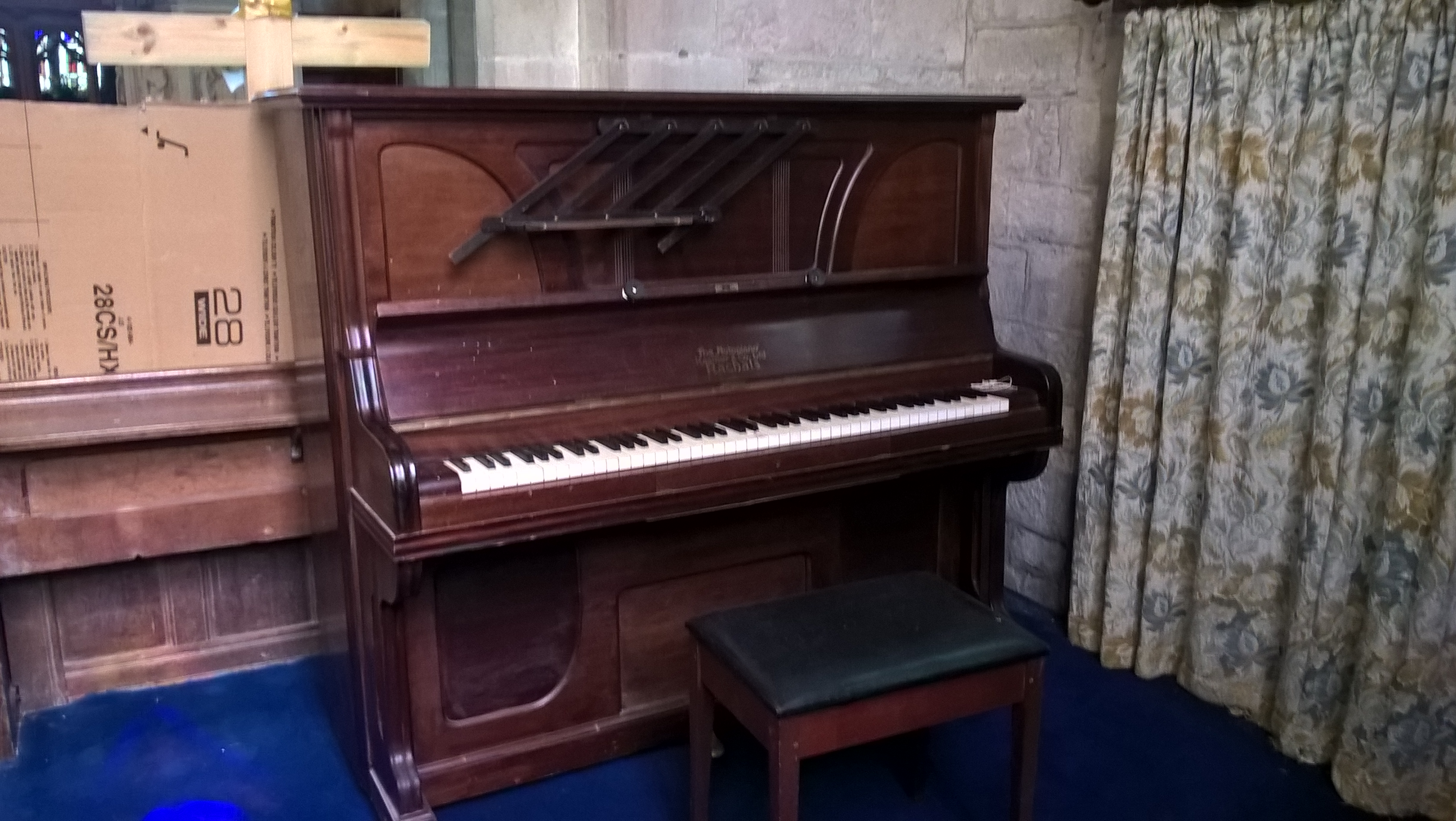
Ein Rachals-Instrument in der Kirche in Stanton Lacy

M. F. Rachals war ein deutsches Klavierbauunternehmen.

## Geschichte
Matthias Ferdinand Rachals wurde 1801 in Mitau als Sohn eines Ratstischlermeisters geboren. Nach dem frühen Tod seines Vaters wurde er von seinem älteren Bruder David aufgezogen, der den väterlichen Betrieb übernahm, und absolvierte bei diesem eine Lehre. 1821 begab er sich auf Wanderschaft und gelangte über Riga nach St. Petersburg, wo er bei dem Instrumentenmacher Brix angestellt und weiter ausgebildet wurde. Über Memel, Elbing, Küstrin, Berlin und Dresden  wanderte er ab dem Sommer 1827 nach Kassel, fand dort Arbeit beim Instrumentenmacher Sachsossky und blieb bis Juni 1828. Eigentlich wollte er von dort aus nach Paris weiterreisen, kam aber nur bis Heidelberg und schließlich nach Hamburg. Dort arbeitete Rachals von 1828 bis 1831 bei J. J. Wagner, der ihm schließlich die Teilhaberschaft an seinem Geschäft anbot. Stattdessen machte Rachals sich aber, zunächst mit nur einem Arbeiter, selbstständig. Sein erstes Klavier, das er noch unter dem Einfluss der Wiener Schule gebaut hatte, verkaufte er im März 1832 an einen Hamburger Käufer. Später orientierte er sich bei den kleineren Instrumenten unter anderem an dem englischen Klavierbauunternehmen Collard, für Flügel eher bei Érard und den Pariser Klavierbauern, ehe 1862 Steinway mit dem kreuzsaitigen System den Ton angab.
Als 1837 Franz Liszt in Hamburg auftrat, nutzte er einen Rachals-Flügel; der Stadtbrand Hamburgs im Jahr 1842 erwies sich als zuträglich für das Klaviergeschäft: 1845 verlegte Rachals seine Werkstatt in neue Räumlichkeiten in der Hamburger Hermannstraße. Dort baute er 1849 sein tausendstes Klavier. 1855 baute er eine neue Klavierfabrik im Mohlenhof in der Fuhlentwiete, wo 1857 das 25-jährige Jubiläum des Unternehmens gefeiert wurde. 1862 erhielt Rachals eine Preismedaille auf einer Londoner Ausstellung. In den nachfolgenden Jahren erweiterte Rachals seine Baulichkeiten. Am 6. September 1866 starb er an Cholera.
Sein 1837 geborener Sohn Eduard Ferdinand Rachals – seit 1854 im väterlichen Geschäft tätig gewesen – war 1864 Teilhaber geworden und übernahm nach dem Tod des Firmengründers die Leitung des Unternehmens. Er hatte in Deutschland, Paris, Zürich und London gelernt. Schon in den 1860er Jahren konstruierte man bei Rachals zerlegbare Klaviere, die per Maultier auch über Gebirgspfade transportiert werden konnten.
Spätestens ab 1886 firmierte das Unternehmen unter „M. F. Rachals & Co.“ Auf der Weltausstellung in Chicago 1893 war es mit vier Instrumenten vertreten, die prämiert wurden.
Nachdem Eduard Ferdinand Rachals im Jahr 1902 gestorben war, übernahmen dessen Witwe Helene Auguste Rachal, geb. Lembcke, und der 1866 geborene Sohn Adolf Ferdinand Rachals die Leitung. Rachals baute mehrere Klaviere für die Hamburg-Amerika-Linie; unter anderem lieferte die Firma 1905 ein Pianino für den Ozeandampfer Amerika. Im selben Jahr wurde die Firma, die auch tropentaugliche Klaviere herstellte, mit der Lieferung eines Konzert-Pianos für das Präsidentschaftsgebäude Panamas beauftragt. Mit dem goldverzierten, elfenbeinfarbigen Instrument, das mit dem Staatswappen der neuen Republik geschmückt war, erntete das Unternehmen viel Anerkennung. Ab 1906 hatte Rachals auch einen Apparat für selbstspielende Klaviere, das sogenannte Triumphola-Piano, im Angebot. 1907 wurde Rachals auf der Landesausstellung in Trinidad mit dem Grand Prix ausgezeichnet. 
Ab 1907 war Adolf Ferdinand Rachals alleiniges Haupt der Firma. Er wurde 1914 als Oberleutnant und Adjutant der 34. Landwehr-Brigade an der Ostfront gegen russische Truppen eingesetzt. Die Fabrik stand zu dieser Zeit still; nur das Kontor wurde von den bewährtesten Mitarbeitern weitergeführt. In der Nachkriegszeit wurde die Produktion wieder aufgenommen; 1924 stellte man den „aufrechten Glockenflügel“ vor. Nach einem Vergleichsverfahren, das 1929 begonnen hatte und 1930 wieder aufgehoben worden war, wurde die Firma weitergeführt. Anlässlich des hundertjährigen Bestehens wurde festgehalten, dass in den besten Zeiten der Firma 160 Gesellen dort beschäftigt und jährlich etwa 500 Klaviere hergestellt wurden, von denen viele in den Export gingen.
1936 wurde das Unternehmen zur OHG umgewandelt, nachdem mit Wolfgang Rachals ein Urenkel des Firmengründers in die Geschäftsleitung eingetreten war. Nach dem Ende des Zweiten Weltkriegs firmierte das Unternehmen unter „Rachals Lohmann Piano Co.“ und produzierte in Braunschweig. Auf der Frankfurter Messe stellte es eine Pianino 108 aus, 1956 auch einen Flügel. Die Seriennummern lassen sich bis 42.400 und bis ins Jahr 1957 verfolgen; zeitweise wurde der Markenname „Mercedes“ genutzt.
Von 2019 bis 2024 existierte in chinesischer Hand eine „M. F. Rachals Piano Manufaktur GmbH“.